# Bielle
Bielle è un comune francese di 467 abitanti situato nel dipartimento dei Pirenei Atlantici nella regione della Nuova Aquitania.

## Geografia fisica
Sito nella valle d'Ossau, Bielle è attraversato dal fiume gave d'Ossau.

## Società

### Evoluzione demografica
Abitanti censiti